# Първомай (село)
Вижте пояснителната страница за други значения на Първомай.
Първома̀й е село в община Петрич, област Благоевград. То е второто по големина село в Югозападна България.

## География
Село Първомай се намира на около 66 km южно от областния център град Благоевград и 5 km западно от общинския център град Петрич. Разположено е в най-ниската част на Петричко-Санданската котловина между планините Беласица на юг и Огражден на север. Южно покрай селото тече река Струмешница, десен приток на река Струма. Климатът е континентално-средиземноморски; почвите са ерозирани канеленовидни лесивирани. Условията са подходящи за отглеждане на всякакви плодове и зеленчуци, овощни дървета и някои субтропични растения. Зимата е мека, а лятото горещо. Селото е удобен изходен пункт за изкачването на връх Маркови кладенци (1522,8 m) и други високи части на Огражден планина.
През село Първомай минава в направление изток – запад третокласният републикански път III-198, който води на изток през град Петрич и село Дрангово до връзка с автомагистрала Струма и след пресичането ѝ – до град Гоце Делчев, а на запад – през село Струмешница до ГКПП Златарево – Ново село.
Землището на село Първомай граничи със землищата на: село Чуричени на север; село Кавракирово на североизток; село Беласица на изток и югоизток; село Коларово на юг; селата Самуилово, Камена, Вишлене и Право бърдо на югозапад; село Мендово на запад.
В землището на село Първомай, северозападно от селото, има два микроязовира – „Панагирище“ и „Кантарджик“.
Етническият състав на населението на село Първомай по численост и дял на етническите групи според преброяването през 2011 г. е:
| Етнически групи     | Численост | Дял (в %) |
| Общо                | 3428      | 100       |
| Българи             | 2973      | 86,73     |
| Турци               | ...       | ...       |
| Цигани              | 0         | 0         |
| Други               | 6         | 0,18      |
| Не се самоопределят | ...       | ...       |
| Не отговорили       | 448       | 13,07     |

Числеността на населението на Първомай по данните от преброяванията от признаването му за село през 1955 г. насам се променя както следва:
| \| Година на преброяване \| Численост \| \| --------------------- \| --------- \| \| 1956 \| 258 \| \| 1965 \| 914 \| \| 1975 \| 1557 \| \| 1985 \| 2503 \| \| 1992 \| 2920 \| \| 2001 \| 3302 \| \| 2011 \| 3428 \| \| 2021 \| 3056 \| |           |
| Година на преброяване | Численост |
| 1956 | 258       |
| 1965 | 914       |
| 1975 | 1557      |
| 1985 | 2503      |
| 1992 | 2920      |
| 2001 | 3302      |
| 2011 | 3428      |
| 2021 | 3056      |

Към 15 декември 2024 г. населението на село Първомай е 3554 души по постоянен адрес, 3135 души по настоящ адрес и 3004 души по постоянен и настоящ адрес.

## История
Село Първомай е признато за село на 12 декември 1955 г. от населена местност в землището на село Мендово.
Мнозинството от жителите на селото са българи-християни, преселници от планинските села в Огражден. Първите преселници в селото са от Долна Рибница, образували махала в местността Чалията. След тях се заселват жители на селата Чуричене, Право бърдо, Мендово, Иваново, Кавракирово, Крушица, Гега, Волно, местност Белтока, Крънджалица, Боровичене, Зойчене, Долене и Дреновец.
От признаването му за село до 1987 г. Първомай е център на община с 26 села в състава на общината – до 1959 г. към Петричка околия, а през периода 1959 – 1987 г. към Благоевградски окръг. От 1987 г. Първомай е кметство към община Петрич.
Училище в бъдещото село Първомай е създадено през 1947 г. по инициатива на родителите от тогавашната населена местност и занятията се водят в приспособени за целта помещения. През 1955 г. започва строежът на самостоятелна училищна сграда. През учебната 1957 – 1958 г. заедно с началния курс е въведен и прогимназиален курс на обучение. През 1960 г. към училището започва да работи полудневна детска градина. През учебната 1964 – 1965 г. в училището се открива VIII клас, в който идват ученици и от околните села, за да завършат основно образование. От 1981 г. Основно училище „Отец Паисий“ в село Първомай е преобразувано в Единно средно политехническо училище (ЕСПУ) „Паисий Хилендарски“, а от 1996 г. – в Средно общообразователно училище (СОУ).
Читалище „Димитър Благоев“ в село Първомай е създадено през 1956 г. През 2009 г. на законово основание към наименованието му е добавена годината на неговото първоначално създаване и то става читалище „Димитър Благоев - 1956 г.“
Държавно земеделско стопанство (ДЗС) „Георги Димитров“ в село Първомай, включващо 22 села, е създадено през 1963 г. Производствената специализация е насочена към тютюн и зеленчуци. През 1968 г. на част от територията му е обособено Държавно горско стопанство. След 1972 г. ДЗС Първомай се влива в Аграрно-промишлен комплекс „Беласица“ – Петрич.
Горско стопанство – село Първомай е създадено през 1968 г. със задачата да осигури икономически условия за подобряване на живота на населението чрез тютюнопроизводство, дърводобив, опазване на плодородните земи от ерозия, залесяване на нови гори и използване на горите за промишлени цели. След редица промени на организация и наименования през следващите години, през 2020 г. стопанството – с наименование Териториално поделение „Държавно горско стопанство (ТП ДГС) Първомай“ – е закрито, като дейността му е прехвърлена към ТП „ДГС Петрич“.
Църквата „Свети Йоан Кръстител“ в село Първомай е построена през 2010-те години със средства, дарения и доброволен труд на местните хора; осветена е на 3 декември 2017 г. от Неврокопския митрополит Серафим.

## Обществени институции
Село Първомай към 2025 г. е център на кметство Първомай.
В село Първомай към 2025 г. има:
- действащо читалище „Димитър Благоев - 1956 г.“;[23]
- действащо общинско средно училище „Свети Паисий Хилендарски“;[24]
- православна църква „Свети Йоан Кръстител“;[25]
- Детска градина „Синчец“, село Първомай;[26]
- пощенска станция.[27]

## Забележителности
В местността „Ахмедов баир“, североизточно от селото, има останки от неолита и халколита; в местността Валога, източно от селото – от късния халколит; намерени са находки от антични селища – открити са керамика, оброчна плоча на богинята Бендида-Артемида. В местността Дуванлията е разкрито късно-антично и средновековно селище. В местностите Златарица, източно от Първомай, и Сараите, югоизточно от него, има останки от старо селище. Открити са фрагменти от съдове, в които е топена медна руда. Църквата и некрополът на селото са били в местността Градището. В местността Панаирището – близо до днешната църква, през османското владичество е ставал голям панаир. Селище от османския период има и в местността Помпата, западно от Първомай.
Село Първомай попада в обхвата на Защитената зона по директивата за местообитанията „Рупите - Струмешница“.

## Редовни събития
Всяка година на 1 май се организира традиционният събор на селото. Той е повод за провеждането на културни и спортни събития като състезания по народни песни и танци, футболен турнир на малки врати, турнир по шах, турнир по ловна стрелба, маратон и др., където много талантливи любители на тези занимания имат възможността да разкрият своите заложби.

## Личности
Починали в Първомай
- Костадин Попов (Попстоянов) (около 1850 – 1904), български революционер, войвода на ВМОК